# Myrsine diminuta
Myrsine diminuta är en viveväxtart som först beskrevs av Carl Christian Mez, och fick sitt nu gällande namn av Ricketson och Pipoly. Myrsine diminuta ingår i släktet Myrsine och familjen viveväxter. Inga underarter finns listade i Catalogue of Life.